# فوستکس
فوستکس (انگلیسی: Fostex) شرکت تجهیزات الکتریکی ژاپنی است، که در سال ۱۹۴۸ تأسیس شد.